# Розширений завантажувальний запис
Розширений завантажувальний запис (EBR, англ. Extended Boot Record) — сектор на жорсткому диску (512 байт), що описує розмір одного логічного розділу, а також вказує на наступний розширений завантажувальний запис. Також іноді називається EPBR (англ. Extended Partition Boot Record).
Застосовується при застарілому типі розбиття диска — за допомогою MBR. Спочатку MBR міг адресувати не більше 4 розділів. Щоб обійти це обмеження, було створено доповнення до даної схеми — розширений розділ. Такий розділ може бути тільки один, але він може містити в собі скільки завгодно логічних розділів (обмежено лише розміром диска). Для розширеного і логічного розділів використовується EBR.

## Структура EBR
Структура EBR сильно нагадує MBR. За винятком лише двох записів у таблиці розділів, де перший описує логічний розділ, що йде відразу після EBR, а другий — наступний EBR. Крім того, обов'язковою є наявність підпису (магічного числа) 0xAA55 завантажувального сектора.
| Зміщення в межах EBR секторів | Зміщення в межах EBR секторів | Опис | Розмір |
| Hex                           | Dec                           | Опис | байти  |
| ----------------------------- | ----------------------------- | --- | ------ |
| 000 – 1BD                     | 000 – 445                     | В основному не використовується і заповнений нулями. Може містити завантажувач.                                                     | 446    |
| 1BE – 1CD                     | 446-461                       | Перший запис у таблиці розділів | 16     |
| 1CE – 1DD                     | 462-477                       | Другий запис у таблиці розділів | 16     |
| 1DE – 1ED                     | 478-493                       | Невживаний третій запис, заповнений нулями                                                                                          | 16     |
| 1EE – 1FD                     | 494-509                       | Невживаний четвертий запис, заповнений нулями                                                                                       | 16     |
| 1FE - 1FF                     | 510-511                       | Сигнатура 55AAh в порядку Big-endian, те ж саме що 0xAA55 в Little-endian. На диску: 0x55 зі зміщенням 510 і 0xAA зі зміщенням 511. | 2      |
| EBR, разом: 446 +(4×16) +2 =  | EBR, разом: 446 +(4×16) +2 =  | EBR, разом: 446 +(4×16) +2 = | 512    |

| Абсолютне зміщення                                                                           | Відносне зміщення | Байти | Опис                                                                                  |
| Hex                                                                                          | Dec               | Байти | Опис                                                                                  |
| -------------------------------------------------------------------------------------------- | ----------------- | ----- | ------------------------------------------------------------------------------------- |
| 1?E1                                                                                         | 0                 | 1     | Індикатор завантажувального розділу (80h для завантажувального; і 00h для звичайного) |
| 1?F - 1?1                                                                                    | 1 — 3             | 3     | CHS адреса: початок розділу                                                           |
| 1?2                                                                                          | 4                 | 1     | Код типу розділу                                                                      |
| 1?3 - 1?5                                                                                    | 5 — 7             | 3     | CHS адреса: кінець розділу                                                            |
| 1?6 - 1?9                                                                                    | 8 — 11            | 4     | LBA адреса: початок розділу                                                           |
| 1?A - 1?D                                                                                    | 12 — 15           | 4     | Розмір розділу в секторах                                                             |
| 1: 1?E означає зміщення першого 1BE і другого 1CE запису в шістнадцятковій системі числення. |                   |       |                                                                                       |

### Значення
Нижче показані загальні правила, які застосовуються тільки до значень, знайдених у 4 байтах поля запису в таблиці розмітки EBR (див. таблицях вище). Ці значення залежать від програми розбиття, що використовувалась для створення або зміни розділів. Більшість операційних систем, які використовують розширену схему розбиття (в тому числі MS-DOS, Windows і Linux) ігнорують значення «Розмір розділу" в записі, які вказують на інший EBR сектор. Одним із винятків є те, що значення повинне дорівнювати одиниці або більше для операційних систем на базі ядра Linux.
Перший запис у таблиці розділів EBR вказує на логічний розділ, що примикає до цієї EBR:
- Початковий сектор — відносне зміщення між сектором цього EBR і першим сектором логічного розділу

Примітка: Часто це завжди одне і те ж значення для кожного EBR на цьому диску. Для Windows XP і більш пізніх версій Windows дорівнює 63.
- Кількість секторів — загальна кількість секторів для цього логічного розділу

Примітка: Будь-які невикористані сектори між EBR і логічним диском не вважаються частиною логічного диска.
Другий запис у таблиці розділів EBR буде містити нульові байти, якщо це останній EBR в розширеному розділі; в іншому випадку, він вказує на наступний EBR в EBR-ланцюжку.
- Початковий сектор — відносна адреса наступного EBR в розширеному розділі

іншими словами: Початковий сектор = LBA-адреса наступного EBR мінус LBA-адреса першого EBR розширеного розділу
- Кількість секторів — загальна кількість секторів для наступного логічного розділу, але відлік починається з наступного сектора EBR

Примітка: На відміну від першого запису в таблиці EBR, ця кількість секторів включає EBR-сектор наступного логічного розділу, разом з іншими секторами. (Порівняйте діаграми 1 і 2 нижче.)
|  |  |

### Іменування
Операційні системи GNU/Linux з ранніми версіями ядра іменують IDE диски, як /dev/hda для першого диска з черги пріоритетів, заданої в BIOS або UEFI, /dev/hdb для другого і так далі. Накопичувачі SCSI, а в більш пізніх версіях ядра також і накопичувачі IDE і SATA, ідентифікуються як /dev/sda для першого диска і так далі.
В Головному завантажувальному записі може бути визначено не більше чотирьох розділів: /dev/sda1 ... /dev/sda4 для накопичувача /dev/sda. П'ятим в цій нотації, наприклад /dev/sda5, буде перший логічний том. Шостий розділ /dev/sda6 буде відноситись до другого логічного розділу. Іншими словами, «контейнери» EBR не враховуються у перерахунку. Тільки зовнішній розділ EBR, записаний в MBR, має свій ідентифікатор (/dev/hda1 ... /dev/hda4) у цій нотації.

## Приклад
Нижче в таблиці наведений розширений розділ розміром 6000 секторів і 3 логічних розділи.
Розширений розділ починається з LBA адреси 5000 і закінчується на адресі 10 999, тому що має розмір в 6000 секторів.
| 5 000  | 1ий EBR                                            |                                                    | Сектор початку                                     | Число секторів                                     |
| 5 000  | 1ий EBR                                            | 1а запис                                           | 20=5020−5000                                       | 1980=1+6999−5020                                   |
| 5 000  | 1ий EBR                                            | 2а запис                                           | 2000=7000−5000                                     | 1000=1+7999−7000                                   |
|        | 19 секторів не використовується                    |                                                    |                                                    |                                                    |
| 5 020  | 1ий логічний розділ, довжиною у 1980 секторів      | 1ий логічний розділ, довжиною у 1980 секторів      | 1ий логічний розділ, довжиною у 1980 секторів      | 1ий логічний розділ, довжиною у 1980 секторів      |
| 6 999  | 1ий логічний розділ, довжиною у 1980 секторів      | 1ий логічний розділ, довжиною у 1980 секторів      | 1ий логічний розділ, довжиною у 1980 секторів      | 1ий логічний розділ, довжиною у 1980 секторів      |
| 7 000  | 2ой EBR                                            |                                                    | Сектор початку                                     | Число секторів                                     |
| 7 000  | 2ой EBR                                            | 1а запис                                           | 20=7020−7000                                       | 980=1+7999−7020                                    |
| 7 000  | 2ой EBR                                            | 2а запис                                           | 3000=8000−5000                                     | 3000=1+10999−8000                                  |
|        | 19 секторів не використовується                    |                                                    |                                                    |                                                    |
| 7 020  | 2ой логічний розділ довжиною 980 секторів          | 2ой логічний розділ довжиною 980 секторів          | 2ой логічний розділ довжиною 980 секторів          | 2ой логічний розділ довжиною 980 секторів          |
| 7 999  | 2ой логічний розділ довжиною 980 секторів          | 2ой логічний розділ довжиною 980 секторів          | 2ой логічний розділ довжиною 980 секторів          | 2ой логічний розділ довжиною 980 секторів          |
| 8 000  | Останній EBR                                       |                                                    | Сектор початку                                     | Число секторів                                     |
| 8 000  | Останній EBR                                       | 1а запис                                           | 20=8020−8000                                       | 2980=1+10999−8020                                  |
| 8 000  | Останній EBR                                       | 2а запис                                           | 0                                                  | 0                                                  |
|        | 19 секторів не використовується                    |                                                    |                                                    |                                                    |
| 8 020  | Останній логічний розділ, довжиною в 2980 секторів | Останній логічний розділ, довжиною в 2980 секторів | Останній логічний розділ, довжиною в 2980 секторів | Останній логічний розділ, довжиною в 2980 секторів |
| 10 999 | Останній логічний розділ, довжиною в 2980 секторів | Останній логічний розділ, довжиною в 2980 секторів | Останній логічний розділ, довжиною в 2980 секторів | Останній логічний розділ, довжиною в 2980 секторів |